# 多芸郡
- 令制国一覧 > 東山道 > 美濃国 > 多芸郡
- 日本 > 中部地方 > 岐阜県 > 多芸郡

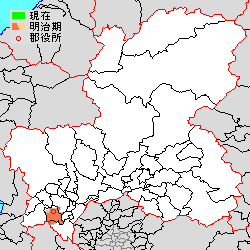
岐阜県多芸郡の位置（薄黄：後に他郡に編入された区域）

多芸郡（たぎぐん）は、岐阜県（美濃国）にあった郡。

## 郡域
古代には現在の養老郡、海津郡にわたる広大な郡域だった。
1879年（明治12年）に行政区画として発足した当時の郡域は、以下の区域にあたる。
- 大垣市の一部（野口町・野口・横曽根町・横曽根・高渕町・高渕・上笠町・上笠・西大外羽町・西大外羽・大外羽・多芸島町・多芸島）
- 海津市の一部（南濃町駒野新田・南濃町早瀬・南濃町津屋・南濃町志津・南濃町志津新田）
- 養老郡養老町の大部分（室原・沢田を除く）

## 歴史

### 古代
郡名の由来は倭建命が伊吹山から伊勢国へ帰る途中この地で歩行困難となり、「多芸多芸しくなりぬ」と言ったことに因むという。古代には多伎、当伎、当耆、当き（口偏に耆）、多紀とも書かれた。斉衡2年（855年）閏4月に当郡を割いて石津郡が成立。仁和元年（885年）10月21日、多芸郡の大領外従七位上の刑部連春雄が父にその罪を告げられ推断された。天平12年（740年）11月、聖武天皇が伊勢国から当郡に至り、多芸行宮に行幸した。式内社は多伎神社、大神神社、御井神社、久々美雄彦神社の4座。『和名抄』には富上郷、物部郷、垂穂郷、立野郷、有田郷、田後郷、佐伯郷、建部郷の8郷を挙げている。郡家は物部郷にあった。

### 中世
郡内の荘園は物部荘、建部荘、金屋荘、山上荘などがあった。また、丸毛氏の大墳城、宮川氏の上笠城があった。

### 近世以降の沿革
- 「旧高旧領取調帳」に記載されている明治初年時点での支配は以下の通り。●は村内に寺社領が存在。郡高34,408石余。（62村）

| 知行        | 知行              | 村数 | 村名 |
| ----------- | ----------------- | ---- | --- |
| 幕府領      | 美濃郡代          | 15村 | 祖父江村、飯積村、金屋村、根古地新田、小倉村、飯之木村、大坪村、津屋新田、有尾村、有尾新田、大跡村、大跡新田、明徳村、白石村、段海村                                               |
| 幕府領      | 大垣藩預地        | 11村 | 五日市村、押越村、大場村、大場新田、岩道村、上之郷村、島田村、横屋村、直江村、根古地村、志津新田                                                                                   |
| 藩領        | 美濃大垣藩        | 21村 | 志津村、釜段新田、柏尾村、勢至村、竜泉寺村、上笠村、高淵村、大塚村、安久村、高畑村、宇田村、豊村、中村、橋爪村、上方村、津屋村、舟見村、若宮村、桜井村、多芸島村、上屋村、大外羽村 |
| 藩領        | 美濃今尾藩        | 6村  | 大野村、船附村、栗笠村、下笠村、烏江村、西岩道村 |
| 藩領        | 尾張藩            | 3村  | 蛇持村、横曽根村、江月村 |
| 藩領        | 美濃高須藩        | 1村  | 駒野新田 |
| 藩領 寺社領 | 大垣藩 伊勢神宮   | 2村  | 鷲巣村、石畑村 |
| 藩領 寺社領 | 尾張藩 伊勢神宮   | 1村  | 飯田村 |
| 藩領 寺社領 | 大垣藩 宝光院     | 1村  | 野口村 |
| 藩領 寺社領 | 尾張犬山藩 法泉寺 | 1村  | 口ヶ島村 |

- 慶応4年
  - 4月15日（1868年5月7日） - 幕府領・旗本領が笠松裁判所の管轄となる。
  - 閏4月25日（1868年6月15日） - 笠松裁判所の管轄地域が笠松県の管轄となる。
- 明治初年 - 領地替えにより名古屋藩領の一部（飯田村の一部）が笠松県の管轄となる。
- 明治3年12月23日（1871年2月12日） - 高須藩が廃藩。領地は名古屋藩領となる。
- 明治4年
  - 7月14日（1871年8月29日） - 廃藩置県により、藩領が大垣県、今尾県、名古屋県、犬山県となる。
  - 7月 - 段海村が祖父江村に合併。（61村）
  - 11月22日（1872年1月2日） - 第1次府県統合により、全域が岐阜県の管轄となる。
- 明治5年（1872年） - 釜段新田が志津新田に合併。（61村）
- 明治7年（1874年）9月 - 志津新田の一部が分立して釜段村となる[6]。（62村）
- 明治8年（1875年）
  - 1月 - 津屋新田・有尾新田が合併して田村となる[7]。（61村）
  - 11月 - 石津郡高柳古新田・高柳新田・小坪新田・安八郡大牧村が合併して大巻村となり、本郡の所属となる。（62村）
- 明治12年（1879年）2月18日 - 郡区町村編制法の岐阜県での施行により、行政区画としての多芸郡が発足。「多芸上石津郡役所」が島田村に設置され、上石津郡とともに管轄。
- 明治15年（1882年）
  - 1月10日 - 大塚村が分割して北大墳村・多岐塚村となる。（63村）
  - 7月 - 大外羽村が分割して西大外羽村・東大外羽村となる。（64村）
- 明治20年（1887年）1月27日 - 大場新田が大場村に合併。（63村）
- 明治22年（1889年）7月1日 - 町村制の施行により、高田町、養老村、口ヶ島村、飯之木村、大跡村、西岩道村、岩道村、上ノ郷村、下笠村、上多度村、三郷村（現・養老郡養老町）、下多度村（現・海津市）、大巻村、根古地新田、根古地村、大場村（現・養老郡養老町）、釜段村（現・海津市、養老郡養老町）、駒野新田（現・海津市）、船着村（現・養老郡養老町）、横曽根村（現・大垣市）、栗笠村、烏江村、多芸島村、上笠村、西大外羽村、東大外羽村、高淵村（現・養老郡養老町）、野口村（現・大垣市）、日吉村、直江村、飯積村、金屋村、多岐村、北大墳村、小畑村（現・養老郡養老町）が発足。それにともない以下の変更が行われる。（1町34村）
  - 島田村が町制施行・改称して高田町となる。
  - 養老村 ← 押越村、上方村、明徳村、五日市村、石畑村、竜泉寺村、白石村、勢至村、柏尾村
  - 上多度村 ← 小倉村、鷲巣村、大跡新田
  - 三郷村 ← 有尾村、横屋村、田村
  - 下多度村 ← 津屋村、志津村、志津新田、若宮村、舟見村
  - 船着村 ← 船附村、大野村
  - 日吉村 ← 宇田村、橋爪村、中村、豊村、安久村［大部分］
  - 多岐村 ← 多岐塚村、高畑村
  - 小畑村 ← 飯田村、蛇持村、江月村、祖父江村、段海村、大坪村
  - 上屋村が西大外羽村に、安久村の残部が金屋村にそれぞれ合併。
  - 桜井村の所属郡が上石津郡に変更。
- 明治30年（1897年）4月1日
  - 郡制の施行のため、「多芸上石津郡役所」の管轄区域をもって養老郡が発足。同日多芸郡廃止。
  - 野口村が不破郡綾里村、横曽根村が安八郡浅草村、多芸島村・上笠村・東大外羽村・西大外羽村・高淵村が安八郡多芸島村のそれぞれ一部となる。

## 行政
多芸・上石津郡長
| 代 | 氏名 | 就任年月日                | 退任年月日                | 備考                             |
| -- | ---- | ------------------------- | ------------------------- | -------------------------------- |
| 1  |      | 明治12年（1879年）2月18日 |                           |                                  |
|    |      |                           | 明治30年（1897年）3月31日 | 上石津郡との合併により多芸郡廃止 |